# Guaqui
Guaqui ist eine Ortschaft im Departamento La Paz im südamerikanischen Anden-Staat Bolivien.

## Lage im Nahraum
Die Ortschaft Guaqui ist der zentrale Ort des Kanton Guaqui im gleichnamigen Municipio Guaqui und liegt in der Provinz Ingavi auf einer Höhe von 3842 m am Titicacasee. Knapp zwei Kilometer nordwestlich von Guaqui am Seeufer liegt Puerto Guaqui, wichtigster bolivianischer Hafen am Titicacasee und im südlichen Seeabschnitt "Wiñaymarka" gelegen.

## Geographie
Guaqui liegt zwischen den Anden-Gebirgsketten der Cordillera Occidental und der Cordillera Oriental im andinen Trockenklima des Altiplano und war in den vergangenen drei Jahrtausenden von deutlichen Wasserspiegel-Schwankungen des Sees betroffen. Das Klima ist ein typisches Tageszeitenklima, bei dem die Temperaturunterschiede im Tagesverlauf deutlicher ausfallen als im Jahresverlauf.
Die Jahresdurchschnittstemperatur beträgt knapp 8 °C (siehe Klimadiagramm Desaguadero), die Monatswerte schwanken nur unwesentlich zwischen 5 °C im Juni/Juli und 9 °C von November bis März. Der mittlere Jahresniederschlag beträgt etwa 670 mm und fällt vor allem in den Monaten Dezember bis März mit monatlich 100 bis 150 mm, von Mai bis August herrscht eine Trockenzeit mit Monatsniederschlägen unter 15 mm.

## Geschichte
Zwischen Guaqui und dem Río Desaguadero fand im Jahr 1811 die Schlacht von Huaqui statt. Diese war Teil der Südamerikanischen Unabhängigkeitskriege.

## Verkehrsnetz
Guaqui liegt in einer Entfernung von 85 Straßenkilometern westlich der Hauptstadt des Departamentos, La Paz.
Von La Paz führt die asphaltierte Nationalstraße Ruta 2 in westlicher Richtung 13 Kilometer bis El Alto, von dort die Ruta 1 über 72 Kilometer nach Südwesten über Laja und Tiawanacu weiter nach Guaqui.
Durch Guaqui führt die Bahnstrecke Viacha – Puerto Guaqui, auf der jedoch keine Züge mehr verkehren.

## Bevölkerung
Die Einwohnerzahl der Ortschaft ist in den vergangenen beiden Jahrzehnten um etwa die Hälfte angestiegen:
| Jahr | Einwohner | Quelle       |
| ---- | --------- | ------------ |
| 1992 | 504       | Volkszählung |
| 2001 | 695       | Volkszählung |
| 2012 | 768       | Volkszählung |
| 2024 |           | Volkszählung |

Die Region weist einen hohen Anteil an Aymara-Bevölkerung auf, im Municipio Guaqui sprechen 87,9 Prozent der Bevölkerung Aymara.